# قائمة المعالم الأثرية المصنفة في ولاية تطاوين
تحتوي هذه المقالة قائمة المعالم الأثرية المصنفة في ولاية تطاوين وهي المعالم والأماكن التاريخية المصنفة والمحمية من قبل المعهد الوطني للتراث في ولاية تطاوين في تونس. تحتوي القائمة 6 مواقع.

## القائمة
| رمز المعلم | المدينة       | المعلم           | تاريخ التصنيف | القرار           | احداثيات                                        | صورة |
| ---------- | ------------- | ---------------- | ------------- | ---------------- | ----------------------------------------------- | ---- |
| 83-1       | رمادة         | الثكنة الرومانية | 13 مارس 1912  | القرار هنا       | 32°19′08″N 10°24′25″E / 32.318786°N 10.406892°E |      |
| 83-2       | رأس عين تلالت | الثكنة الرومانية | 13 مارس 1912  | القرار هنا       |                                                 |      |
| 83-3       | سيدي عون      | الضريح الروماني  | 13 مارس 1912  | القرار هنا       |                                                 |      |
| 83-4       | سيدي عون      | الثكنة الرومانية | 13 مارس 1912  | القرار هنا       |                                                 |      |
| 83-5       | قصر رمتية     | الثكنة الرومانية | 13 مارس 1912  | القرار هنا       |                                                 |      |
| 83-6       | واد قرضاب     | الثكنة الرومانية | 1 مارس 1905   | القرار هنا       | 33°03′54″N 10°25′01″E / 33.064873°N 10.416986°E |      |
| 83-7       | تطاوين        | الكنيس اليهودي   | 19 ماي 2020   | قرار 19 ماي 2020 | 32°55′42″N 10°26′58″E / 32.928227°N 10.449495°E |      |

## مقالات ذات صلة
- قائمة المعالم الأثرية المصنفة في تونس
- المعهد الوطني للتراث
- ثقافة تونس
- تاريخ تونس